# Serge Toubiana
Pour les articles homonymes, voir Toubiana.
Serge Albert Toubiana, né le 15 août 1949 à Sousse en Tunisie, est un journaliste et critique de cinéma français, notamment aux  Cahiers du cinéma   pendant plus de vingt ans. Il a été, de 2003 à 2016, le directeur de la Cinémathèque française. Il est président d'Unifrance de juillet 2017, à juillet 2023.

## Biographie

### Famille et jeunesse
Serge Toubiana naît en Tunisie de parents juifs sépharades ; son père est horloger, sa mère institutrice. Il a un frère et deux sœurs. Ses parents sont des militants du parti communiste tunisien. En juillet 1962, la famille déménage à Grenoble à cause de la crise de Bizerte.
Le premier film qu'il voit, du moins son premier souvenir, est La strada de Federico Fellini en 1956 ; il décrit un sentiment de peur, de claustrophobie et ne revoit le film qu'en 2009, lors d'une rétrospective à la cinémathèque.

### Formation
D'abord scolarisé à Grenoble (au lycée Champollion — son professeur est Jean-Louis Leutrat), il monte à Paris en juillet 1971 pour suivre les cours de cinéma à l'université Paris 3 - Sorbonne Nouvelle (centre Censier).

### Carrière

#### Journaliste — lesCahiers du cinéma
Serge Toubiana rejoint les Cahiers du cinéma fin 1972 à l'occasion du numéro double 242-243. C'est le moment de la période maoïste militante. La parution n'est que trimestrielle, le tirage est confidentiel. Il rencontre le critique Serge Daney dont il reste proche jusqu'à sa mort en 1992. Les Cahiers créent un journal de 16 pages à l'intérieur, Toubiana en est le rédacteur en chef. En 1978, il gère les Éditions de l'étoile. Il est à l'origine du rapprochement temporaire entre les Cahiers du cinéma et Gallimard.
L'apport de Toubiana est marqué par un retour au cinéma, l'invention du terme péjoratif de « fiction de gauche » et la réhabilitation de François Truffaut. Il participe alors à sa seule collaboration scénaristique : Moi, Pierre Rivière, ayant égorgé ma mère, ma sœur et mon frère... de René Allio, d'après Michel Foucault.
Quand Daney quitte les Cahiers du cinéma pour Libération en juin 1981, Toubiana devient rédacteur en chef de la revue. Son travail sera marqué par les numéros en hommage à Truffaut, les numéros Made in USA puis Made in Hong-Kong et Made in URSS.
En 1992, il confie la rédaction à Thierry Jousse au no 459 mais reste directeur de la rédaction, un poste symbolique. Il reste gérant des Éditions de l'étoile. La même année, il est membre du jury du festival de Cannes présidé par Gérard Depardieu, dont il désapprouve le palmarès.
De 1991 à 1995, il se charge avec Michel Piccoli et Alain Crombecque de gérer l'opération Premier Siècle de cinéma.
Il revient aux Cahiers en 1996 comme directeur de la rédaction. Il quitte définitivement les Cahiers en 2000.

#### Après lesCahiers
En 2000, il collabore avec Marin Karmitz à la conception de bonus des DVD de la collection vidéo mk2 (les films de François Truffaut, Claude Chabrol, Krzysztof Kieslowki).
En 2001, il présente sur France Culture l'émission Bandes à part.
Serge Toubiana devient directeur de la Cinémathèque française en mai 2003.
Le 29 mai 2009, il est nommé président du conseil d'administration de l'école nationale supérieure d'architecture de Paris-Malaquais. Son mandat est renouvelé le 24 juin 2011.
En 2015 et 2016, il est président de la commission d'avance sur recettes.
Il annonce son départ de la Cinémathèque française en juillet 2015 ; Frédéric Bonnaud lui succède en janvier de l'année suivante.
Il est élu président d'Unifrance, organisme de promotion du cinéma français à l'étranger, en juillet 2017, pour un mandat de deux ans. Réélu en 2019 pour un deuxième mandat, au cours duquel intervient une importante réforme de l'association : la fusion avec TV France International (association chargée de promouvoir l'audiovisuel à l'étranger). Il est réélu le 2 juillet 2021, en binôme avec Hervé Michel, pour un nouveau mandat de deux ans.
Depuis 2019, il préside la Fondation Henri-Cartier-Bresson à Paris.

#### Souvenirs
Il publie en 2022 ses souvenirs d'enfance en Tunisie, Le Fils de la maîtresse, qui remportent le prix Marcel-Pagnol,. À propos de sa mère institutrice, il dit : 

« Je me suis rendu compte, […] que j’avais choisi le même métier qu’elle : en transmettant mon amour du cinéma, je me sens tel un instituteur du cinéma. Transmettre et partager, c’est aimer. »

### Vie privée
Il était le compagnon d'Emmanuèle Bernheim, romancière, morte le 10 mai 2017,. Dans le film Tout s'est bien passé, adaptation du dernier livre d'Emmanuèle Bernheim par François Ozon, le rôle de Serge Toubiana est interprété par Éric Caravaca.
Il partage aujourd'hui la vie de la réalisatrice Élise Girard.

### Décorations
- 2012 :  Commandeur de l'ordre des Arts et des Lettres[22]
- 2015 :  Officier de la Légion d'honneur[23]

## Mécénat
En 2021, Serge Toubiana crée le Fonds de dotation Vendredi soir en hommage à Emmanuèle Bernheim, dans le but de soutenir la création artistique et littéraire par l'attribution de six bourses annuelles.
Un comité est constitué pour sélectionner les lauréats de ces bourses : Nathalie Azoulai (romancière), Delphine Pineau (productrice de films), Alice d'Andigné (éditrice aux éditions Stock), Pascale Bernheim (historienne, présidente de l’association Musique et Spoliations), Stéphane Corréard (galeriste), François de Ricqlès (commissaire-priseur). En 2022, Jacques Fansten (scénariste et réalisateur) et Noémie Yanez-Arrieta (Fonds de dotation Claude de Soria) rejoignent le jury.
- Le 19 novembre 2021, les six premiers lauréats[26] sont récompensés à la galerie Loeve&Co - Marais. Il s'agit de Marie de Quatrebarbes, Maud Ventura, Raphaël Meltz, Théo Mercier, Anton Hirschfeld[27] et Sylvie Sauvageon.
- Le 18 novembre 2022, les écrivains Dune Delhomme, Victor Jestin, Polina Panassenko et les artistes Emilie Girault, Jérémie Lenoir et Vasantha Yogananthan reçoivent chacun une bourse Emmanuèle-Bernheim d'une valeur de 10 000 €[28].
- En novembre 2023, Téo Betin (sculpteur), Malik Jeannet (peintre), et Lionel Redon (arts décoratifs) sont lauréats de la bourse Emmanuèle-Bernheim[25].

## Polémiques et prises de position

### Gestion de la Cinémathèque
À la réouverture de la Cinémathèque française en 2005 dans le bâtiment de Frank Gehry à Bercy, Serge Toubiana externalise les services de l'accueil, confiés à une société d’intermittence. Le 1er février 2016, soit le dernier jour de son activité en tant que directeur de l'institution, une lettre filmée d'une étudiante et ex-employée dénonce les conditions de travail des personnels d'accueil de l'institution. La vidéo, qui dénonce un management brutal et des emplois du temps ingérables, dépasse les 66 000 vues et déclenche des centaines de commentaires.

### Défense de Polanski
Serge Toubiana a pris la défense de Roman Polanski, inculpé, entre autres, pour viol, aux États-Unis en 1977 puis condamné pour abus sexuel sur mineur.
Le 27 septembre 2009, il signe une pétition à la suite de l’arrestation par la police suisse de Polanski dans le cadre du mandat d’arrêt américain prononcé contre le cinéaste en 1978[source secondaire nécessaire]. Dans ce texte, il qualifie l’arrestation de Polanski de « traquenard », et l'agression sexuelle sur mineure « d’affaire de mœurs » et exige au nom de la liberté et de l’« amitié entre la France et les États-Unis » la remise en liberté immédiate du cinéaste.

### Affaire Depardieu
En décembre 2023, il est signataire de la tribune controversée « N'effacez pas Gérard Depardieu » visant notamment à défendre la présomption d'innocence de Gérard Depardieu, alors accusé de viol, agression sexuelle et harcèlement sexuel.

## Filmographie
- 1976 : Moi, Pierre Rivière, ayant égorgé ma mère, ma sœur et mon frère... de René Allio (co-scénariste)
- 2001 : Une vie pour jouer[33], documentaire sur Isabelle Huppert (scénariste et réalisateur)
- 2015 : Hitchcock/Truffaut, film documentaire (scénariste)
- 2024 : Truffaut par Truffaut, film documentaire de David Teboul (scénariste) - en préparation

## Publications
- Les Fantômes du souvenir, Grasset, 2016
- Le Temps de voir, Seuil, 2017
- Les Bouées jaunes, Stock, 2018[21]
- L'Amie américaine, Stock, 2020
- Le Fils de la maîtresse, Arléa, 2022, lauréat du prix Marcel-Pagnol 2022[19]
- On ne connaît du film que la scène des adieux, Calmann-Lévy, 2025

### En collaboration ou direction
- Jean-Michel Frodon, Marc Nicolas et Serge Toubiana (dir.), Le Cinéma vers son deuxième siècle, Le Monde Éditions, 1995
- Avec Arthur Miller, The Misfits : chronique d'un tournage par les photographes de Magnum, 1999
- Avec Antoine de Baecque, François Truffaut, Gallimard, Paris, 2001
- Avec Raymond Depardon, Le Désert américain, 2007
- Avec Micheline Presle, L'Arrière mémoire, entretiens
- Avec Nathalie Azoulai, Ozu et nous, Arléa, 2021

### Radio
- « Serge Toubiana, critique de cinéma : "Je n'ose dire que j'aime la musique grâce au cinéma, mais c'est un peu vrai" », France Musique, Musique émoi de Priscille Lafitte, le 25 avril 2025.